# Anton LaVey
Anton Szandor LaVey, eg. Howard Stanton Levey, född 11 april 1930 i Chicago, Illinois, död 29 oktober 1997 i San Francisco, Kalifornien, var en amerikansk kultledare inom satanismen, tillika författare och musiker. Han var grundare av och ledare för Church of Satan, som är en organisation som följer satanismen enligt LaVeys principer. LaVey skrev boken Den sataniska bibeln (1969), i vilken han beskriver sin etiska lära samt satanistisk magi och ritualer.
Inom Church of Satan var LaVey känd som Reverend Magus Anton LaVey, High Priest of the Church of Satan.
Efter att han avlidit den 29 oktober 1997, väntade hans anhängare med att tillkännage dödsbudet för att istället framställa det som att han avlidit den 31 oktober, ett symboliskt datum för satanisterna (som man betraktar som dagen för den förkristna Alla helgons dag).

## Biografi
Anton LaVey föddes i Chicago och var son till en alkoholdistributör. LaVey tillbringade dock större delen av sitt liv i San Francisco, dit hans familj flyttade kort efter LaVeys födelse. LaVeys förfäder var av judisk börd och härstammade från ett flertal olika länder: Frankrike, Tyskland, Ryssland och Rumänien. LaVey visade tidigt tecken på musikalisk talang och hans föräldrar stöttade sin sons musikaliska förmåga och lät honom pröva på en mängd olika instrument. Hans favoritinstrument var keyboard, piporgel och calliope. Innan han grundade sin satanistkyrka hankade han sig fram genom att spela orgel och keyboard på olika, ofta sjaskiga, nöjesställen i San Francisco. Han spelade också för kristna predikanter, och såg ofta samma män besöka barer med lättklädda danserskor ena kvällen och religiösa möten kvällen efter.
LaVey blev tidigt kraftigt influerad av mörk litteratur, mörka legender, skräck, science fiction, så kallad pulp fiction, Jack Londons verk, film noir, tysk expressionism och historiska figurer som Cagliostro, Rasputin och Basil Zaharoff. Filosofiskt hämtade han inspiration från bland andra Friedrich Nietzsche, Ayn Rand och H. L. Mencken.

## Böcker av LaVey
- The Satanic Bible (Avon, 1969, ISBN 0-380-01539-0); utgåva från 2005 har introduktion av Peter H. Gilmore.
- The Complete Witch, or, What to do When Virtue Fails (Dodd, Mead, 1971, ISBN 0-396-06266-0); omgiven som The Satanic Witch (Feral House, 1989); återsläppt med en introduktion av Peggy Nadramia, och efterord av Blanche Barton (2003).
- The Satanic Rituals (Avon, 1972)
- The Devil's Notebook (Feral House, 1992)
- Satan Speaks!, introduktion av Blanche Barton, förord av Marilyn Manson (Feral House, 1998)

### Böcker som innehåller texter av LaVey
- "Misanthropia," Rants and Incendiary Tracts: Voices of Desperate Illuminations 1558-Present, redigerad av Bob Black och Adam Parfrey (Amok Press and Loompanics Unlimited, 1989)
- "The Invisible War," Apocalypse Culture: Expanded & revised edition, edited by Adam Parfrey (Amok Press, 1990)
- "Foreward," Might is Right, eller The Survival of the Fittest av Ragnar Redbeard, LL.D., redigerad av Katja Lane (M.H.P. & Co., Ltd, 1996)
- Marilyn Manson - The long hard road out of Hell

## Böcker om LaVey
- The Devil's Avenger: A Biography of Anton Szandor LaVey av Burton H. Wolfe (Pyramid Books, 1974, blir inte längre publicerad)
- The Secret Life Of A Satanist: The Authorized Biography of Anton LaVey av Blanche Barton (Feral House, 1990)
- Popular Witchcraft: Straight from the Witch's Mouth av Jack Fritscher (University of Wisconsin Press : Popular Press, 2004)
- Lucifer Rising: Sin, Devil worship & rock n' roll  av Gavin Baddeley (London : Plexus 1999)
- California Infernal: Anton LaVey & Jayne Mansfield, as portrayed by Walter Fischer.  (Trapart Books, 2016)

## Filmografi
- Invocation of my Demon Brother (kort roll, inte med i roll-listan) Satan, 1969)
- Satanis: The Devil's Mass (1970; utgiven på dvd av Something Weird Video, 2003)
- I djävulens klor (teknisk rådvigare, roll som High Priest, 1975)
- The Car (kreativ rådgivare, 1977)
- Doctor Dracula, känd som Svengali i USA (teknisk rådgivare, 1981)
- Charles Manson Superstar (forsknings-rådgivare, 1989)
- Death Scenes (berättare/värd, 1989)
- Speak of the Devil (1995)

## Kuriosa
LaVeys antagna mellannamn Szandor är ett anagram för Andros Z som betyder på gammal grekiska ”den siste mannen” eller ”den ultimate mannen”. Samtidigt finns en dubbel betydelse, där A och Z har betydelsen Alfa och Omega – första och sista bokstaven i alfabetet som används i bibeln av Gud som symbol för att han är både början och slutet.